# ۱۰٬۹-دی‌فنیل‌آنتراسن
۱۰،۹-دی‌فنیل‌آنتراسن (به انگلیسی: 9,10-Diphenylanthracene) با فرمول شیمیایی کربن۲۶هیدروژن۱۸ یک ترکیب شیمیایی است. که جرم مولی آن ۳۳۰٫۴۲ می‌باشد. شکل ظاهری این ترکیب، پودر زرد است.